# Baume-les-Dames
Baume-les-Dames ist eine französische Gemeinde mit 5.064 Einwohnern (Stand: 1. Januar 2022) im Département Doubs in der Region Bourgogne-Franche-Comté. Sie gehört zum Kanton Baume-les-Dames im Arrondissement Besançon.

## Geographie

Plan von 1945

Baume-les-Dames liegt auf 280 m, etwa 28 Kilometer (Luftlinie) ostnordöstlich der Stadt Besançon. Das Städtchen erstreckt sich am nördlichen Rand einer Talweitung des Doubs, in den äußersten nordwestlichen Höhenzügen des Jura, zwischen den Höhen des Framont im Norden und der Jura-Randkette (Roche de Chatard und Bois de Babre) im Süden.
Die Fläche des 24,79 km² großen Gemeindegebiets umfasst einen Abschnitt des Doubstals. Der zentrale Teil des Gebietes wird von der Talweitung von Baume eingenommen, die vom Doubs im Süden nur am Rande tangiert wird. Sie stellt die ehemalige Talaue dar; denn in geologischer Zeit zeichnete der Doubs hier einen Bogen nach Norden um einen Umlaufberg, bevor die Flussschleife abgeschnürt wurde.
Der Doubs durchquert das Gebiet mit mehreren Windungen auf einer Wegstrecke von ungefähr 10 km von Osten nach Westen und zeigt mit Ausnahme der Talweitung von Baume eine meist rund 500 bis 700 m breite flache Talaue. Er bildet gleichzeitig die Wasserstraße des Rhein-Rhône-Kanals. Das Tal ist tief eingeschnitten zwischen zwei Höhenzügen des Systems der Jura-Randkette, die in geologisch-tektonischer Hinsicht Antiklinalen bilden. Durch die Erosionskraft des Flusses wurden Teile dieser Antiklinalen abgetragen, so dass steile, von Felswänden gekrönte Hänge entstanden.
Nördlich des Doubstals reicht der Gemeindeboden über einen teils bewaldeten, teils mit Wiesland bestandenen Hang bis auf den breiten Kamm des Framont (519 m) und die Höhe von Bois la Ville, auf der mit 548 m die höchste Erhebung von Baume-les-Dames erreicht wird. Mit einem schmalen Zipfel erstreckt sich das Gemeindeareal nach Westen und umfasst das ausgedehnte Forstgebiet des Bois du Grand Val (bis 440 m). Auf seiner Südseite wird das Doubstal von der Jura-Randkette begleitet. Sie besteht aus den Kreten Roche de Chatard und Bois de Babre (512 m). Dazwischen befindet sich das Durchbruchstal des Cusancin, dessen unterster Abschnitt ebenfalls zum Gemeindegebiet gehört.
Zu Baume-les-Dames gehören auch mehrere Siedlungen und Weiler, nämlich:
- Cour (275 m), im Doubstal am Nordfuß des Roche de Chatard
- Les Tanneries (270 m), in der Talweitung südwestlich von Baume-les-Dames
- Champvans (320 m), auf einer Geländeterrasse westlich der Talweitung von Baume
- Super Baume (370 m), auf einem Geländevorsprung nördlich des Doubs
- La Grange Ravey (275 m), am Nordufer des Doubs
- L'Aigle (420 m), auf einer Geländeterrasse am nördlichen Talhang des Doubs.

Nachbargemeinden von Baume-les-Dames sind Fontenotte, Luxiol und Autechaux im Norden, Voillans, Hyèvre-Paroisse, Hyèvre-Magny und Villers-Saint-Martin im Osten, Pont-les-Moulins, Silley-Bléfond, Esnans, Fourbanne und Grosbois im Süden sowie Séchin, Breconchaux, Val-de-Roulans und La Bretenière im Westen.

## Geschichte
An der Stelle von Baume-les-Dames existierte bereits zur Römerzeit ein Siedlungsplatz, der den Namen Balma trug, wobei dieser auf prähistorische Siedlungen hinweist (siehe Balm (Toponym)). Die Abtei von Baume wurde wahrscheinlich von Germanus, Bischof von Besançon, um 400 gegründet. Sie entwickelte sich zum geistlichen Zentrum der Region und nahm hauptsächlich Mädchen aus Adelsfamilien auf. Deshalb entstand der Name Baume-les-Nonnes, der später in Baume-les-Dames abgeändert wurde. 869 verlieh König Lothar II. dem Bischof von Besançon unter anderem eine „Zelle“ in Baume. Im Vertrag von Meerssen wurde 870 in Baume ein Kloster erwähnt, das an das neue Reich Ludwigs des Deutschen kam. 890 musste Königin Ermengarde auf Bitten des Abtes von Gigny ihrem Vasallen Bernard befehlen, die Zelle in Baume ("Balmam cellam") freizugeben. Papst Formosus höchstpersönlich bestätigte 894 dem Abt von Gigny seine Zelle hier (wird auch Baume-les-Messieurs zugeordnet)
Unter Friedrich Barbarossa wurde Baume-les-Dames ab 1153 mit einem Mauerring umgeben und erhielt das Stadtrecht zugesprochen. Zu Beginn des 13. Jahrhunderts übernahmen die Herren von Neufchâtel (aus Neuchâtel-Urtière) die Stadtherrschaft. Baume-les-Dames entwickelte sich infolgedessen zum Mittelpunkt einer Kastlanei und zu einer Handelsstadt am Verkehrsweg von der Rhône zum Rhein. Bereits 1448 wurde die erste Papiermühle am Doubs gegründet. Als im Jahr 1480 König Ludwig XI. in die Franche-Comté einmarschierte, wurde das Schloss von Baume zerstört. Die Bevölkerung hatte in der ersten Hälfte des 16. Jahrhunderts unter einem Großbrand (1501) und Pestepidemien zu leiden. Baume-les-Dames war nun Sitz einer Vogtei. Zusammen mit der Franche-Comté gelangte das Dorf mit dem Frieden von Nimwegen 1678 definitiv an Frankreich. Die Abtei wurde im Rahmen der Französischen Revolution aufgehoben.
Im 19. Jahrhundert erlebte Baume-les-Dames einen wirtschaftlichen Aufschwung durch die Ansiedlung von Industrie. Die Eisenbahnlinie durch das Doubstal von Besançon nach Montbéliard wurde 1858 eröffnet. Ende des 19. Jahrhunderts waren in Baume-les-Dames eine Weberei, eine Spinnerei und die Pfeifenfabrik Ropp ansässig. Bis 1926 war Baume-les-Dames Hauptort des gleichnamigen Arrondissements, das anschließend im Arrondissement Besançon aufging. Im Laufe der Zeit wurden zwei zuvor selbständige Gemeinden nach Baume-les-Dames eingemeindet, 1896 Cour am Ufer des Doubs und 1973 Champvans-les-Baume.

## Sehenswürdigkeiten

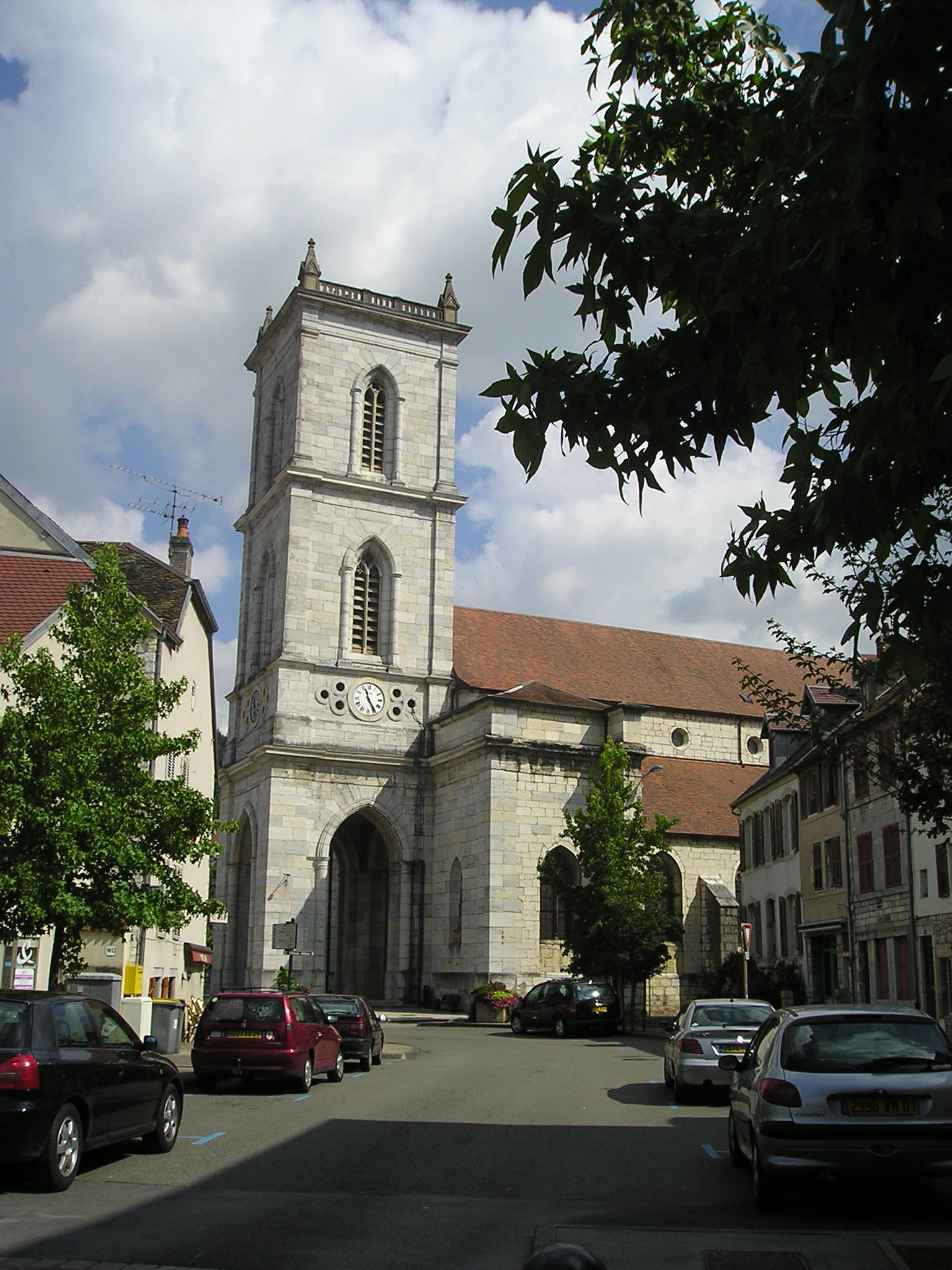
Saint-Martin, Außenansicht

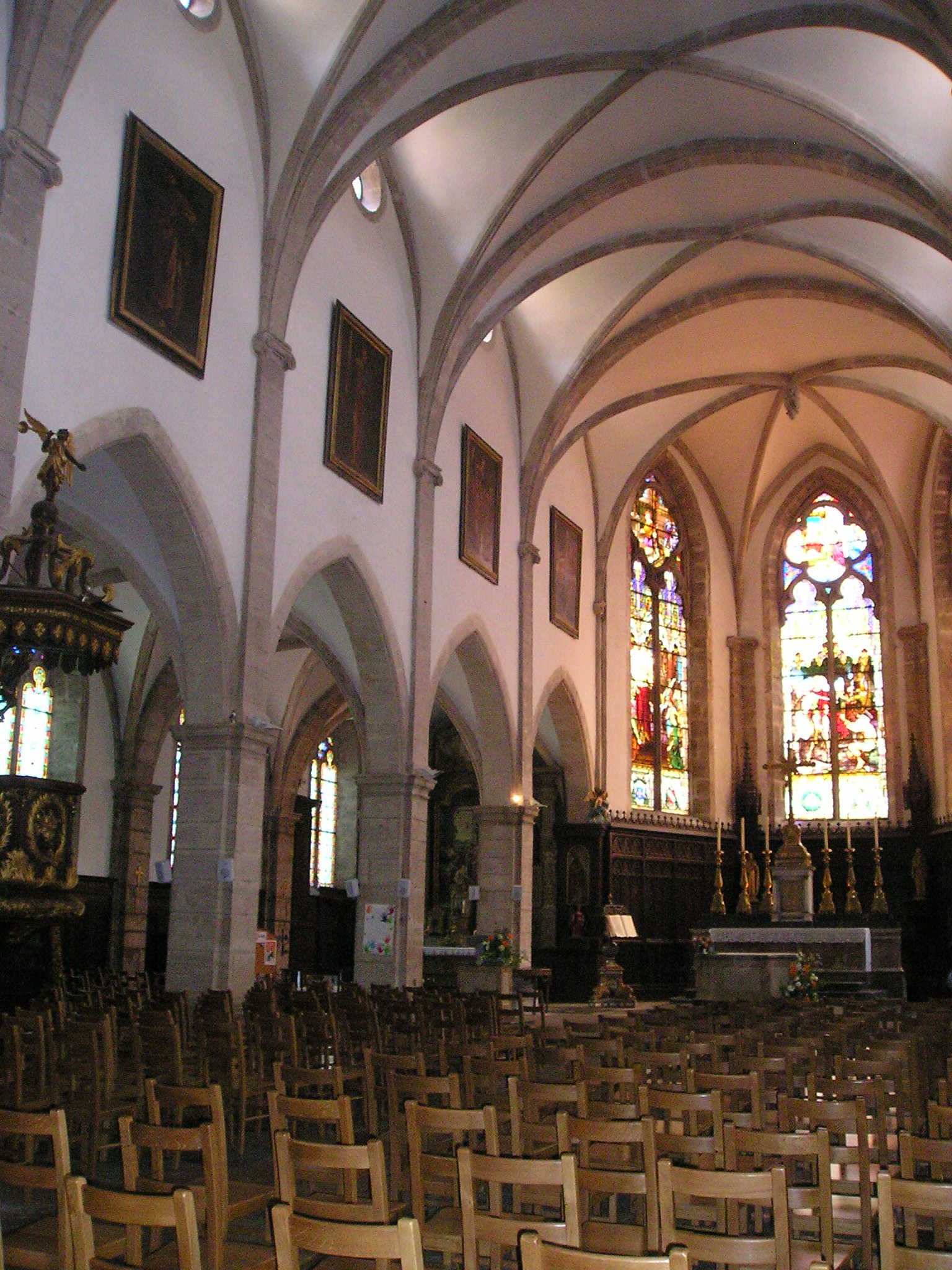
Innenansicht

Die Kirche Saint-Martin geht ursprünglich auf einen Bau aus dem 9. Jahrhundert zurück. Sie wurde von 1617 bis 1621 im gotischen Stil neu erbaut und im 19. Jahrhundert einer umfassenden Restauration (teilweise Neubau) unterzogen. Zur reichen Ausstattung gehören ein Reliquienschrein aus dem 16. Jahrhundert, die Statue Vierge de Pitié (1549), die Kanzel (17. Jahrhundert) sowie das Chorpult und der Altar aus dem 18. Jahrhundert.
Die Abteikirche wurde von 1738 bis 1760 in Anlehnung an romanische Stilformen erbaut, blieb jedoch infolge Geldmangels unvollendet. Auf dem Friedhof steht die Kapelle Saint-Sépulcre, die 1540 im gotischen Stil errichtet wurde und verschiedene Statuen aus der Epoche ihrer Erbauungszeit birgt.
Der Kern von Baume-les-Dames hat sein mittelalterliches Gepräge mit zahlreichen schönen Bürgerhäusern bewahrt. Zu den wichtigen profanen Bauten zählen das Haus der Sires de Neuchâtel (15. Jahrhundert), das Maison à Tourelle (16. Jahrhundert), das Maison Courvoisier (18. Jahrhundert), der alte Gerichtshof (18. Jahrhundert), das 1825 neu erbaute Hôtel de Ville (Rathaus), das Maison des Frères Greniers und das Maison Besson (19. Jahrhundert). Das Hôpital de la Croix stammt aus der Zeit um 1720.
Des Weiteren besitzt Baume-les-Dames drei Museen. Im Ecomusée des Pipes Ropp sind Werkstätten und Werkzeug zur Herstellung von Pfeifen (zur Zeit des ausgehenden 19. Jahrhunderts) zu besichtigen. Das Musée des Sires de Neufchastel befindet sich im gleichnamigen Haus aus dem 15. Jahrhundert. Die Seidenweberei um 1830 wird im Musée des Canuts gezeigt.
Außerhalb von Baume-les-Dames ist die gotische Kirche von Cour-les-Baume sehenswert, die im 14. Jahrhundert erbaut wurde. Eine Restauration und Umgestaltung erfolgte im 18. Jahrhundert. Zur Innenausstattung gehört wertvolles Mobiliar aus dem 13. bis 15. Jahrhundert.

## Bevölkerung
| Einwohner                  | 4076 | 5006 | 5531 | 5303 | 5237 | 5384 | 5349 | 4977 |
| Quellen: Cassini und INSEE |      |      |      |      |      |      |      |      |

Mit 5064 Einwohnern (1. Januar 2022) gehört Baume-les-Dames zu den mittelgroßen Gemeinden des Départements Doubs. In der zweiten Hälfte des 19. Jahrhunderts bewegte sich die Einwohnerzahl stets im Bereich von rund 2700 Personen und stieg danach bis 1911 auf 3326 Einwohner an. Einer leichten Bevölkerungsabnahme in der ersten Hälfte des 20. Jahrhunderts folgte insbesondere während der 1960er und 1970er Jahre ein deutliches Wachstum. Mit fast 5600 Einwohnern wurde Mitte der 1970er Jahre der bisherige Höchststand erreicht. Danach folgte wieder ein leichter Rückgang um gut 5 %, der 1990 jedoch von einer erneut steigenden Tendenz abgelöst wurde.

## Wirtschaft und Infrastruktur
Baume-les-Dames war schon früh ein vorwiegend durch Handel und Gewerbe geprägtes Städtchen, in dem auch die Produkte des landwirtschaftlichen Umlandes verarbeitet und vertrieben wurden. Heute ist Baume-les-Dames eine Kleinstadt etwa auf halbem Wege zwischen Besançon und Montbéliard. Sie weist eine gut ausgebaute Infrastruktur auf und nimmt somit zentralörtliche Funktionen für das Umland wahr.
Seit den 1970er Jahren wurden am Ortsrand in der Talweitung südlich und südwestlich des Städtchens Gewerbe- und Industriezonen geschaffen. Eine weitere gemeindeübergreifende Industriezone (zusammen mit Autechaux) ist im Bereich des Autobahnanschlusses im Aufbau. In Baume-les-Dames sind zahlreiche verschiedene Industriezweige vertreten: Druckerei und Herstellung von Bucheinbänden, Küchenbau, Möbel-, Verpackungs- und chemische Industrie, Elektronik, Holzverarbeitung, Bau- und Transportgewerbe, Automobilindustrie und Feinmechanik. Die meisten Arbeitsplätze gibt es im tertiären Sektor, in zwei Supermärkten, zahlreichen Einzelhandelsgeschäften, im Gastgewerbe sowie in der Verwaltung, im Banken- und Versicherungswesen. Baume-les-Dames ist Verwaltungssitz des Gemeindeverbandes Doubs Baumois.
Die Stadt verfügt über ein Spital, ein Collège, eine Berufsschule und ein medizinisch-pädagogisches Institut.
Baume-les-Dames ist verkehrstechnisch gut erschlossen. Es liegt an der Hauptstraße N83, die von Besançon nach Montbéliard führt. Der nächste Anschluss an die Autobahn A36, die das Gemeindegebiet durchquert, befindet sich in einer Entfernung von ungefähr 4 km. Weitere überregionale Straßenverbindungen bestehen mit Valdahon und Villersexel. Baume-les-Dames besitzt einen Bahnhof an der Eisenbahnstrecke Dole–Besançon–Belfort.

## Klettern
In der näheren Umgebung von Baume-les-Dames befindet sich ein Klettergebiet mit etwa 400 Routen in fast allen Schwierigkeitsgraden. Sie sind in der Mehrzahl perfekt abgesichert, es gibt aber auch einzelne Cleankletterrouten.

## Persönlichkeiten
- Jean Baptiste Bassand (1680–1742), Mediziner
- Nicolas-Gabriel Le Clerc (1726–1798), Arzt und Historiker
- Claude Jules Grenier (1817–1883), Maler
- Édouard Grenier (1819–1901), Diplomat und Schriftsteller